# СНО-1
Договір про скорочення і обмеження стратегічних наступальних озброєнь СРСР-США (СНО-1), (англ. Strategic Arms Reduction Treaty, START-1), був підписаний 31 липня 1991 р. в Москві в ході зустрічі на вищому рівні президентів СРСР і США Михайла Горбачова і Джорджа Буша і набув чинності 5 грудня 1994 р. Договір встановлював для сторін рівні ліміти на кількість боєзарядів і засобів їх доставки, а також ліміти на вагу балістичних ракет.
Це перша подібна угода між СРСР і США. Мета договору — забезпечення паритету між стратегічними ядерними силами двох сторін на рівнях, які будуть приблизно на 30% нижче за рівні початкових розгорнених сил.
Договір встановлював рівні ліміти на кількість боєзарядів і засобів їх доставки, а також ліміти на вантажну вагу балістичних ракет.
Згідно з Угодою кожна із сторін не може мати більш ніж:
- 1600 засобів доставки ядерних боєзарядів (розгорнутих міжконтинентальних балістичних ракет (МБР), балістичних ракет (БР), підводних човнів і важких бомбардувальників);
- 6000 боєголовок, з яких 4900 розгорнених на МБР або БР підводних човнів, 1540 розгорнених на 154 важких МБР для СРСР (США важких МБР не мають), 110 розгорнених на мобільних МБР.

Поза договором залишилися крилаті ракети морського базування з дальністю понад 600 км. Проте були узяті зобов'язання не розгортати КРМБ в кількості, що перевищує 880 одиниць.
Додатково до Договору підписана низка документів, зокрема:
- Протокол про Сумісну комісію з дотримання і інспекцій у зв'язку з Договором між СРСР і США про скорочення і обмеження стратегічних наступальних озброєнь.
- Угода між Урядом СРСР і Урядом США про проведення на ранньому етапі показів стратегічних наступальних озброєнь у зв'язку з Договором про скорочення і обмеження стратегічних наступальних озброєнь.
- Угода між Урядом СРСР і Урядом США про завчасний обмін списками інспекторів, спостерігачів і членів льотних екіпажів, пропонованих у зв'язку з інспекціями і діяльністю по безперервному спостереженню, що проводяться згідно з Угодою по СНО.
- Протокол про інспекції і діяльність по безперервному спостереженню у зв'язку з Договором СНО-1

Таким чином угода про СНО складається з власне документів Договору і низки супутніх документів. Їхній загальний обсяг — більше 500 сторінок.
Після розпаду СРСР Договір СНО-1 застарів. 23 травня 1992 р. в Лісабоні Росія, Білорусь, Казахстан, Україна і США підписали так званий Лісабонський протокол до договору СНО-1, який набув чинності 5 грудня 1994 р. Протокол фіксує підключення Білорусі, Казахстану і України до договору по СНО і водночас вимагає приєднання їх до договору про нерозповсюдження ядерної зброї.
Термін дії Договору становить 15 років (до 2009 року). За згодою сторін термін може продовжуватися після закінчення 15 років на подальші 5 років.
6 грудня 2001 р. офіційні представники Росії і США заявили, що їхні країни виконали зобов'язання за договором СНО-1.